# Andreu Pol Nicolau
Andreu Pol Nicolau (Binissalem, 26 de novembre de 1921, †Binissalem 1 de novembre de 2021) era el tercer fill d'Andreu Pol Lladó, era músic, sabater i pagès, era vidu i pare de dues filles, Antònia i Rosa. Va destacar com a músic saxofonista, i va iniciar la seva carrera als 13 anys a la banda de música de Binissalem, després va estar 35 anys a la banda municipal d'Inca i els darrers anys tornà a la banda musical de Binissalem, on hi va participar fins als 92 anys. L'any 2009 va rebre el premi tota una vida dedicada a la música de la Federació Balear de Bandes de Música. Va rebre un homenatge al LXVI Homenatge a la Vellesa en el marc de la LIV Festa des Vermar per ser l'home més vell del poble.